# 4J Studios
4J Studios és un desenvolupador de videojocs independent britànic amb seu a Dundee. Té una segona oficina situada a East Linton. Fundada l'abril de 2005 pels exalumnes de VIS Entertainment Chris van der Kuyl, Paddy Burns i Frank Arnot, la companyia és més coneguda per portar Minecraft a consoles i plataformes portàtils.
L'any 2012, 4J Studios va ser premiada amb el Premi Golden Joystick pel Millor Joc Descarregable, i el Premi de la Indústria dels Videojocs de TIGA pel Millor Joc Arcade,gràcies al Minecraft de XBLA.